# Дом Троекурова
Дом Троекурова — памятник архитектуры, построенный в первой трети XVIII века. Расположен в Санкт-Петербурге, современный адрес — 6-я линия Васильевского острова, д. 13.
Полутораэтажный дом с мезонином. Окна разделены филёнками, рельефно фигурно оформлены. В соответствии с размещением зала выступает центральная часть в три оси. Углы и центр подчёркнуты рустованными лопатками. Здание окрашено в два цвета.
Принадлежал петровскому стольнику А. И. Троекурову. Единственный сохранившийся образец каменного жилого дома, которыми заменяли здания, строившиеся по проекту образцового «дома для именитых»; отличается от «домов для именитых» количеством окон по фасаду — девять вместо семи — и наличием мезонина.
В 1738 году владелец — «принц Штерке вице-президент». В середине XVIII века — майор лейб-гвардии Н. Ф. Соковнин (при нём в здании находилась домовая Введенская церковь). В 1761 году дом был куплен действительным статским советником П. П. Курбатовым, в 1779 году его купила жена статского секретаря В. А. Матвеева. В 1800-х годах от этой семьи дом перешел в казну, был перестроен А. А. Михайловым и в нём сначала разместили вице-губернатора Петербурга, потом военного генерал-губернатора. В середине XIX века здание передали Министерству финансов, то продало его в частное владение. В 1868 году дом, которым владела Е. Н. Блажевская, был перестроен архитектором Н. А. Мясоедовым. В 1871—1917 годах в доме был приют для детей обоих полов, «Серебряный приют». После революции дом стал жилым.
Реставрировался в 1969 году по проекту группы реставраторов во главе с архитектором И. А. Бартеневым и искусствоведом М. В. Иогансеном. При реставрации были восстановлены изначальные типичные детали. Крыша изначально была крыта черепицей, была более крутой. Вновь реставрировался в 2010 году, в 2012 году был выставлен на продажу.
Авторство приписывается Доменико Трезини (которому принадлежал изначальный проект «дома для именитых»).